# Philip Florent de Puisieux
Philip Florent de Puisieux (* 28. November 1713 in Meaux; † Oktober 1772 in Paris) war ein französischer Advokat, Journalist, Übersetzer und Botschafter Frankreichs.

## Leben und Wirken
Er übersetzte und veröffentlichte anonym eine große Anzahl von lateinischen Texten ins Französische, Italienische und Englische. Seine Zusammenarbeit mit den Werken seiner Ehefrau, eine geborene Madeleine d'Arsant, ist nicht eindeutig bestimmt, aber sehr wahrscheinlich.
Madeleine d’Arsant de Puisieux werden nach heutigem Kenntnisstand auch die Texte mit dem Titel La Femme n’est pas inférieure à l’homme (1750) und Le Triomphe des dames (1751) zugeschrieben, welche lange Zeit als Produktionen ihres Ehemanns angesehen worden waren. Philip Florent de Puisieux war als Rechtsanwalt am Parlement von Paris tätig, aber auch Schriftsteller und Botschafter von Frankreich in der Schweiz, ambassadeur de France en Suisse.
Seine Gattin hatte eine Liebesbeziehung zu Denis Diderot.
In der Zeit von 1764 bis 1765 war er u. a. journalistisch im „Journal œconomique ou Mémoires“ tätig. Das Blatt erschien von Januar 1751 bis zum Dezember 1772.

## Werke (Auswahl)
- La femme n’est pas inférieure à l’homme. Londres [i. e. Paris], (1750)
- Le triomphe des dames. (1751)
- Les voyageurs modernes, ou Abrégé de plusieurs voyages faits en Europe, Asie & Afrique. Paris, Nyon et al., (1760)
- Antonio Cocchi: Régime de Pythagore. La Haye et Paris, Gogué et al., (1762)
- Anonyme: La campagne. Londres, (1767)
- Antonio Cocchi: Recueil de pièces de médecine et de physique. Paris, d’Houry, (1763)
- Miss Osmond: Les Frères ou Histoire de Miss Osmond. Amsterdam, J. L. De Boubers, (1766)
- Henry Fielding: Amélie: histoire angloise. Rheims, Cazin, (1784)
- William Lewis: Expériences physiques et chymiques, sur plusieurs matières relatives au commerce & aux arts. 3 vol., Paris, Desaint, (1768–1769)